# Conus patamakanthini
Espèce
Statut de conservation UICN

 DD  : Données insuffisantes
Conus patamakanthini est une espèce de mollusques gastéropodes marins de la famille des Conidae.
Comme toutes les espèces du genre Conus, ces escargots sont prédateurs et venimeux. Ils sont capables de « piquer » les humains et doivent donc être manipulés avec précaution, voire pas du tout.

## Distribution
Cette espèce est présente en Thaïlande. 

### Niveau de risque d’extinction de l’espèce
Selon l'analyse de l'UICN réalisée en 2011 pour la définition du niveau de risque d'extinction, cette espèce n'est connue que de la côte ouest de la Thaïlande. Elle est très rare dans les collections et les coquilles atteignent des prix très élevés sur le marché. On sait peu de choses sur l'état de sa population, son habitat ou les menaces potentielles. Elle est actuellement inscrite dans la catégorie Données insuffisantes.

## Taxonomie

### Publication originale
L'espèce Conus patamakanthini a été décrite pour la première fois en 1998 par le malacologiste belge André Delsaerdt,.

### Synonymes
- Phasmoconus (Nimboconus) patamakanthini Delsaerdt, 1998 · non accepté